# Miloš Perović
Pour les articles homonymes, voir Perović.
Miloš Perović (en serbe cyrillique : Милош Перовић, né en 1874 à Užice - mort en 1918 à Paris) était un poète et un dramaturge serbe. Dans son œuvre la métaphysique se mêle à la poésie.

## Biographie
Miloš Perović est né Užice, où il termina ses études secondaires. Il étudia ensuite à Belgrade, Vienne et Leipzig et obtint un doctorat en psychologie et en pédagogie à Zurich en 1905. Il fut ensuite professeur à Čačak, Skopje et Solun. Il participa aux deux guerres balkaniques, ainsi qu'à la Première Guerre mondiale où il fut gravement blessé. Il est mort à Paris en 1918.

## Œuvres
Miloš Perović a publié son premier recueil de poésie, Pesme à Užice en 1903 ; il utilisait alors le pseudonyme de Pijetro Kosoric ; un second recueil de poème a paru à Belgrade en 1909. Parmi ses œuvres dramatiques, sont une tragédie en cinq actes consacrée à Karadorde (Karageorge, 1907) et une fantaisie théâtrale écrite en 1914, Ženomrzac (Le Misogyne). Miloš Perović a laissé un grand nombre de poèmes et d'aphorismes, deux récits de voyages, quatre pièces de théâtre et trois journaux intimes. Dušan Nedeljković a rassemblé un livre des réflexions philosophiques de Miloš Perović, publié en 1934 sous le titre Misli (Pensées).

## Court extrait
| Texte en serbe | Traduction française |
| Znamo li otkud i kuda idemo, Šta ćemo ovde, gde živimo sada, Šta znači ovo, što život zovemo- Skup gorkih jada toliko hiljada ! | Savons-nous d'où nous venons, où nous allons, Ce que nous faisons ici, où nous vivons aujourd'hui, Ce que signifie ceci, que nous appelons la vie- Un ensemble de tant de milliers de douleurs amères ! |